# Anno Saul
Anno Saul (Bonn, 14 novembre 1963) è un regista e sceneggiatore tedesco.

## Filmografia parziale

### Regista
Cinema
- Zur Zeit zu zweit (1998)
- Grüne Wüste (1999)
- Kebab Connection (2004)
- Wo ist Fred? (2006)
- Die Tür (2009)
- Irre sind männlich (2014)

Televisione
- Die Novizin - film TV (2002)
- Der Kommissar und das Meer - serie TV, 7 episodi (2007-2014)
- L'isola di Katarina (Reiff für die Insel) - serie TV, 3 episodi (2012-2015)
- Charité - serie TV, 6 episodi (2019)
- Nord Nord Mord - serie TV, 6 episodi (2013-2020)
- Die Welt steht still - film TV (2021)
- Two Sides of the Abyss - miniserie TV, 6 episodi (2023)

### Sceneggiatore
- Kebab Connection (2004)
- Der Kommissar und das Meer - serie TV, 3 episodi (2011-2014)
- Nord Nord Mord - serie TV, un episodio (2018)